# Erich Behrendt (Maler)

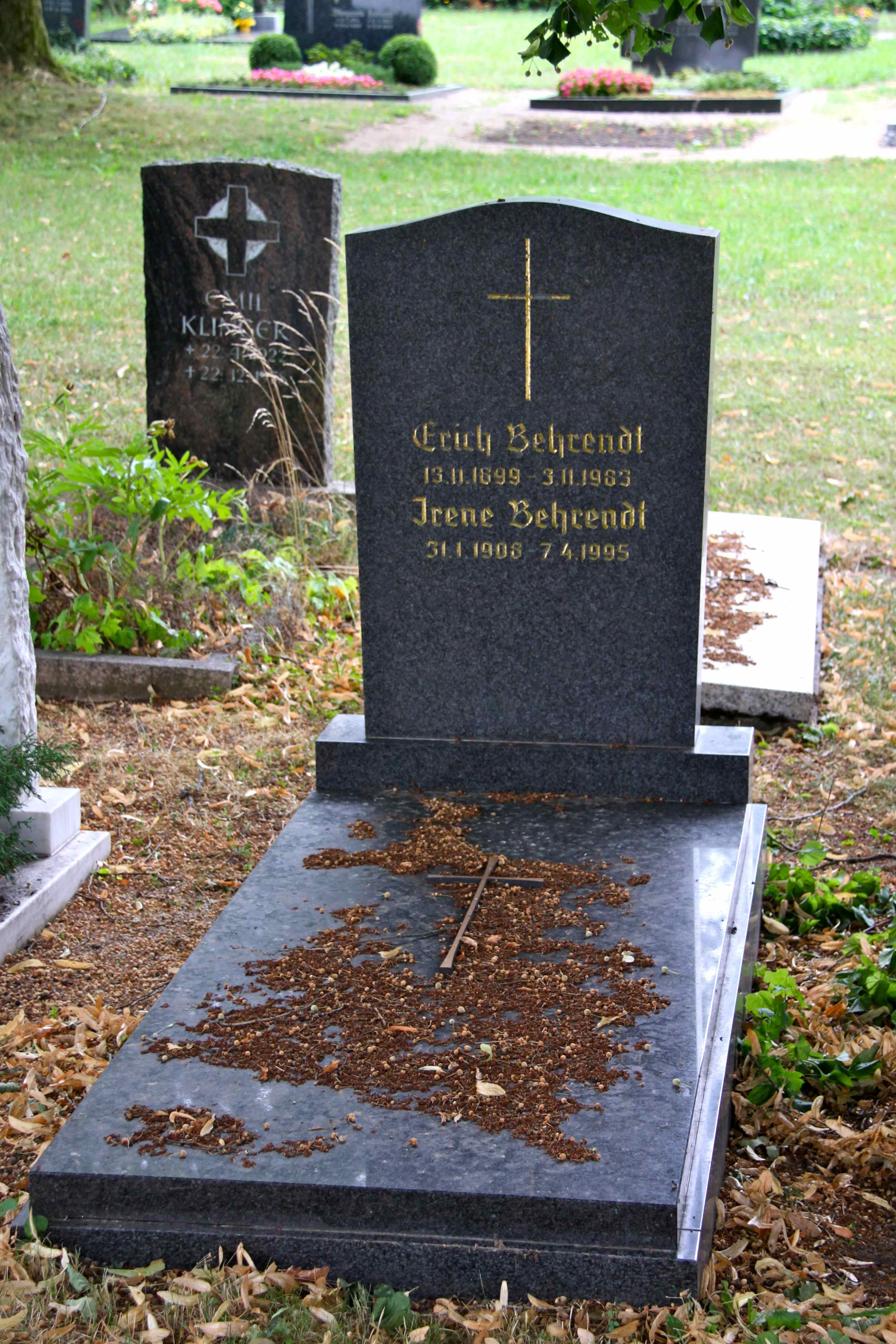
Behrendts Grab in Langlau (2015)

Erich Behrendt (* 13. November 1899 in Wehlau, Ostpreußen; † 3. November 1983 in Erlangen) war ein deutscher Maler und Graphiker.

## Leben
Schon als Kind zur Malerei hingezogen, besuchte Behrendt die Deutsch-Ordens-Schule Wehlau. Nachdem er 1917/18 noch am Ersten Weltkrieg teilgenommen hatte, ging er 1918 an die Kunstakademie Königsberg. Er wurde Meisterschüler von Arthur Degner und erhielt ein eigenes Atelier. 1924 von Max Liebermann nach Berlin geholt, stellte Behrendt in der Berliner Sezession und in der Freien Secession aus. Ernst-Ludwig Kirchner und Karl Schmidt-Rottluff beeinflussten zeitweise seine Malweise. Er lebte von Porträtaufträgen und Bildern der Kurischen Nehrung um Nidden. Die Preußische Staatsbibliothek und Berliner Museen kauften Bilder von ihm. Grafische Arbeiten schuf er für namhafte Verlage und private Porträtaufträge. Er erhielt das alle drei Jahre vergebene Große Staatsstipendium der Deutschen Studentenhilfe (Hugo J. Herzfeld-Stiftung).
Da er mit Gegnern des Nationalsozialismus zusammenarbeitete, wurde er kurzzeitig verhaftet und von der Gestapo verhört. Ausstellen konnte er damit ab 1933 nicht mehr. 1939 zur Wehrmacht eingezogen, nahm Behrendt am ganzen Zweiten Weltkrieg teil, zuletzt in der Normandie. 1944 wurde seine Berliner Wohnung mit allen Bildern zerbombt. Seine Frau Charlotte und der gemeinsame Sohn Hans blieben zunächst in Ostpreußen. Auf der Flucht starb seine Frau in Mecklenburg an Typhus. Den zwölfjährigen Sohn traf Behrendt in Wilster wieder, wo er sich 1945 niederließ und Zeichnungen gegen Nahrungsmittel tauschte. Ab 1948 arbeitete er an der Volkshochschule und wurde Mitglied des Künstlerbundes Steinburg. 1949 heiratete er seine zweite Frau Irene geb. Fröhlich, eine Malerin. Seine neuen Werke stellte er in Itzehoe und im Landeshaus Kiel aus.
1951 zog die Familie nach Hamburg, wo Behrendts wohl fruchtbarste Schaffenszeit begann. Er illustrierte das Deutsche Allgemeine Sonntagsblatt, das Ostpreußenblatt, Merian-Hefte und Bücher von Heinrich Böll und Siegfried Lenz. Seine Zeichnungen zu Werken von Balzac, Dostojewski und Gogol wurden nicht veröffentlicht. Mit seiner Frau bereiste er die Türkei, Italien und Griechenland. Die Sommeraufenthalte im Tessin und in Österreich brachten ihm viele Anregungen zur Öl- und Aquarellmalerei, die ihm viel wichtiger waren als die (brotbringenden) Illustrationen. Er malte winterliche Straßenszenen in Hamburg und Fuhlsbüttel und Ölbilder von Gandria und Orselina im Tessin.
Auf der Suche nach ländlicher Ruhe zog Behrendt 1967 – zum ersten Mal aus freien Stücken – mit seiner Frau ins fränkische Langlau. Dort konzentrierte er sich auf die Aquarellmalerei, vorzugsweise auf Japanpapier. Motive waren das Dorfleben – und Ostpreußen. Von Langlau aus war er auf den Ausstellungen im Münchener Haus der Kunst regelmäßig vertreten.
Kurz vor seinem 84. Geburtstag starb Behrendt in Erlangen (wahrscheinlich in der Universitätsklinik) und wurde auf dem Friedhof in Langlau beigesetzt. Er hinterließ seine Frau und den Sohn aus der ersten Ehe, der mit seiner Frau in Berlin den größten Teil des Nachlasses betreut.
Anlässlich seines 100. Geburtstages trug das Kulturzentrum Ostpreußen Ölbilder, Aquarelle, Zeichnungen und illustrierte Bücher von Behrendt zusammen, die 1999 im Kunstforum Fränkisches Seenland in Gunzenhausen ausgestellt wurden. Zur Vernissage kam Siegfried Lenz, ein enger Freund von Behrendt.

## Ehrungen
- Kulturpreis der Landsmannschaft Ostpreußen für Bildende Kunst (1966)[3]

## Schriften
- mit Heinz Zahrnt: Postille 53, 57 Zeichnungen. Hamburg 1953
- mit Johann Christoph: Ein Tag sagt es dem andern – Das Kirchenjahr in Bildern, 54 Zeichnungen. Sonntagsblatt GmbH 1959
- mit Jakob Flach: Tessin – Skizzen und Impressionen. Hamburg 1965

## Gemälde und Zeichnungen
- 1925/1930: „Pregellandschaft mit Reisekahn“
- zu dem Roman von Ilse Liepsch von Schlobach: Regen aus den Sternen. Ein Roman aus unseren Tagen.[4]